# Jean Tordo
Jean Tordo (Draguignan, 14 oktober 1927 - Vidauban, Département Var, 21 april 2017) was een Franse musicus in de jazz- en amusementsmuziek, die klarinet, basklarinet en baritonsaxofoon speelde.

## Biografie
Tordo begon op de gitaar, later studeerde hij aan het conservatorium in Toulon vijf jaar klarinet. Hij speelde lokaal met bassist Pierre Sim. In 1954 vertrok hij naar Parijs, waar hij tot 1960 bij Marcel Bianchi speelde. In 1960 nam hij op met Jo Privat (Manouche Partie, met Matelo Ferret en Mac Kac). In die tijd speelde hij tevens op jamsessies in jazzclub Tabou en trad hij op in Jazz au chat qui pêche. Hij speelde in Blue Note met Jacques Lalue en Jean-Marie Ingrand. In de jaren erna werkte hij o.a. met de vibrafonist Dany Doriz (Tordo's eerste opnames in november 1961), met Jack Diéval, Michel Hausser, Bob Garcia, André Persiani en Bill Coleman. In de periode 1964–66 trad hij in Trois-Mailletz op met saxofonist Dominique Chanson.
In de vroege jaren 60 nam Tordo met eigen groepen tevens dans- en amusementsmuziek op, instrumentale nummers als "Ah! Quel Surf!" en "Malibu" en eigen composities als "Double Whisky" (1964) en "Argentina Viva" (1967). In 1967 nam hij op met Sarane Ferret (Tribute to Django), later ook met Michel Attenoux (Give Peace a Chance... To the Dixieland). Hierna werkte hij in Provence-Alpes-Côte d'Azur met eigen groepen.
Tordo speelde in de traditie van Maurice Meunier en Lester Young. Onder eigen naam kwam hij met het album Joue… en douceur… Jean Tordo (Sonorop), verder nam hij voor Sonorop met het orkest van Roger Bourdin en Annie Challan de LP Harp Time / New Baroque, Free Bach.